# RoboCup

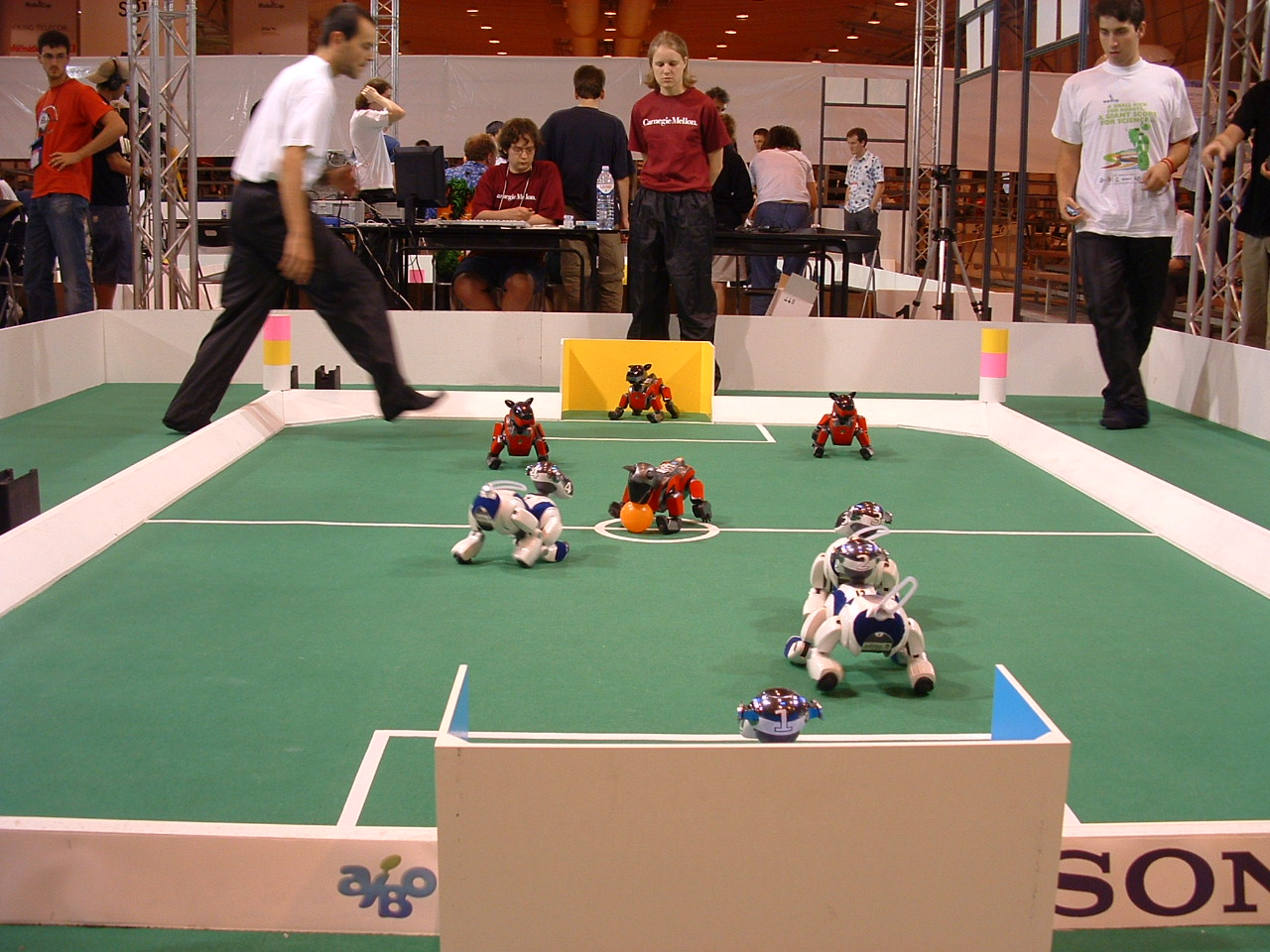
RoboCup 2004 à Lisbonne.

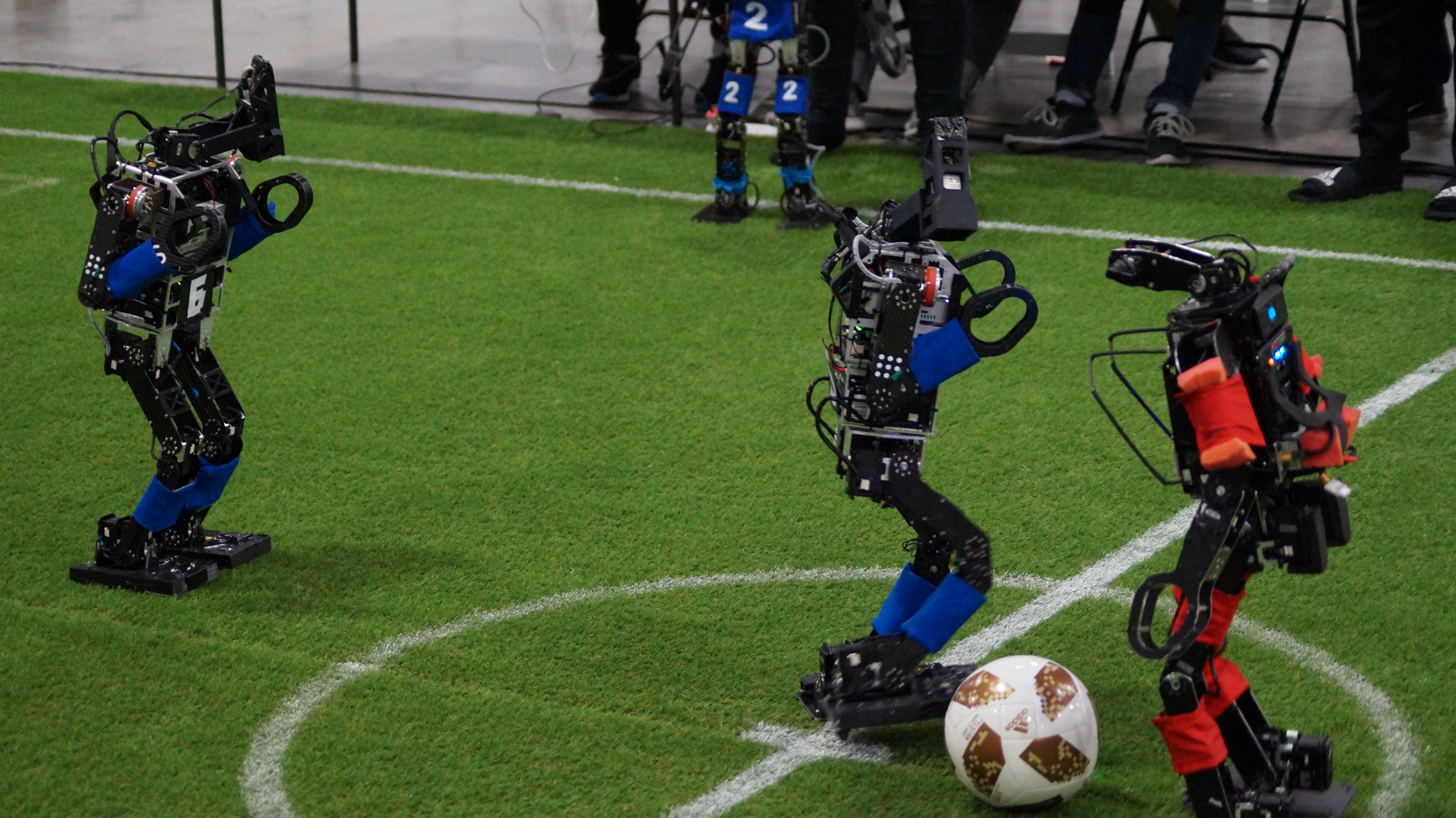
RoboCup 2019.

La RoboCup est un tournoi international de robotique, créé en 1996 par  Hiroaki Kitano, Manuela M. Veloso, et Minoru Asada. L’objectif initial donné est d'arriver à créer une équipe de football robotique capable de battre l'équipe humaine championne du monde, cela d'ici le milieu du XXIe siècle. La RoboCup reste principalement un moyen de faire avancer les recherches dans le domaine de la robotique.
Contrairement à son équivalent humain, la RoboCup est une compétition annuelle.
En plus de la RoboCupSoccer, la RoboCup inclut d'autres catégories que le football : la RoboCupRescue, la RoboCupJunior, la RoboCup@Home et la RoboCupIndustrial.
Tout au long de l'année les équipes doivent concevoir, construire et programmer leurs robots. La Robocup aborde les domaines de la mécanique, de l'électronique et de l'informatique. La compétition dure généralement une semaine, incluant deux jours de préparations des équipes, quatre jours de compétitions (ouvertes au public) et une journée de conférences scientifiques. C'est également un moyen de mettre en avant les universités et laboratoires de la ville d'accueil.

## RoboCupSoccer
Principales catégories de la Robocup, les règles visent à se rapprocher de celles du véritable football.
Leagues humanoïdes : 
- Kid Size : Catégorie la plus mise en avant, elle fait s'affronter des équipes de quatre robots humanoïdes, de petite taille ils ressemblent à de vrais joueurs, savent tirer, faire des passes, arrêter le ballon ou le soulever pour les touches. L'équipe française présente depuis 2011 est l'équipe bordelaise RHOBAN[2] de l'université de Bordeaux qui a terminé en 1/4 de finale en 2014 au Brésil et 3e (1/2 finales) en Chine. Elle a terminé première en 2016 (Leipzig - Allemagne) en 2017 (Nagoya - Japon), en 2018 (Montréal - Canada) et en 2019 (Sydney - Australie). En 2022 (Bangkok - Thaïlande) elle perd son titre[3] face à CIT Brains.
- Teen Size : League intermédiaire entre la Kid Size et la Adult Size.
- Adult size : Cette catégorie fait s'affronter des robots humanoïdes taille réelle. Complexes à réaliser, les robots actuels restent lents.
- Standard Platform : Cette league humanoïde impose aux équipes de participer avec les robots NAO de SoftBank Robotics.

Leagues robots roulants : 
- Small Size : La SSL (Small Size League) fait s'affronter des équipes de 6 à 8 robots roulants autour d'une balle de golf. Les robots sont cylindriques, d'un diamètre de 18cm. Cette catégorie diffère des autres du fait que chaque robot ne possède pas sa propre unité de calcul, les calculs de stratégie de jeux sont effectués sur un ordinateur annexe qui connaît les positions du robot grâce à des caméras au dessus du terrain. Bien que les robots soient entièrement fabriqués par les équipes, la problématique principale de la SSL restent la programmation de la meilleure stratégie possible pour gagner. L'équipe française NAMeC concourt dans cette catégorie : issue du même laboratoire que Rhoban, elle a participé à l'édition 2018 et 2019.
- Middle Size : La MSL fait aussi s'affronter des robots circulaires coniques roulants, à hauteur de torses, les robots sont puissants et le terrain plus grand. Impressionnant à regarder, la balle est un vrai ballon de football et les robots se déplacent à grandes vitesses. Les goals ont la particularités d'avoir des « bras », des plaques amovibles pour arrêter la balle. La tradition veut que l'équipe championne affronte les chefs des équipes à la fin de la compétition. Le Robot Club Toulon (RCT), de l'Université de Toulon, est la seule équipe française dans cette league. Elle participe à la MSL depuis 2019 où l'équipe avait remporté la 6e place au Scientific Chalenge en Australie. En 2021, lors d'une édition virtuelle due au COVID-19, elle a fini 2e au Technical Challenge et 3e au Scientific Challenge. À la RoboCup 2023 à Bordeaux, le Robot Club Toulon a fièrement obtenu la 3e place dans la compétition principale, une réalisation majeure soulignant sa compétence et sa persévérance. En plus de ce succès remarquable, l'équipe a décroché la 1ère place au Scientific Challenge, en présentant leurs nouveaux algorithmes de perception. Le RCT a également obtenu la 1ère place à l'Ambition Challenge, et la 3e place au Technical Challenge.

Leagues simulation : 
- Simulation : plusieurs catégories de simulation existent, les équipes se concentrent sur la programmation des robots, les matchs et les robots sont ensuite simulés.

## RoboCupIndustrial
Cette catégorie met à l'épreuve des robots en leur faisant réaliser des défis similaires à ce que les robots industriels sont amenés à réaliser. Par exemple des robots roulants dotés d'un bras et d'une main qui manipulent avec précautions des pièces industrielles.

## RoboCupRescue
Cette catégorie conduit parfois à la réalisation de robots très particuliers, les équipes développent des systèmes ingénieux pour que leurs robots réalisent des "parcours du combattant". La catégorie a pour objectif de développer des robots de sauvetage capables de se faufiler dans des terrains impraticables ou des décombres.

## RoboCupJunior
- Soccer
- On stage
- Rescue

## RoboCup@Home
Prononcez « At home » pour «à la maison». Cette catégorie a pour but de développer les robots d'aide à la personne, ils doivent être capables de se mouvoir dans des pièces, d’interagir avec l'humain et manipuler des objets.
Le CATIE, un laboratoire Bordelais, et Lyontech,sont les seules équipes françaises.
Le but de la compétition est d'achever un scénario donné.

## Éditions
| Édition                                                       | site | Nombre d'équipes | Nombre de Pays | Nombre de participants |
| ------------------------------------------------------------- | --- | --- | --- | --- |
| Robocup 2025 Salvador- Brésil du 15 au 21 juillet             | 2025.robocup.org | | | |
| Robocup 2024 Eindhoven - Pays-Bas du 17 au 21 juillet         | 2024.robocup.org | 300 | 45 | 2000 |
| Robocup 2023 Bordeaux - Francedu 4 au 10 juillet              | 2023.robocup.org | | 45 | 2 500 |
| Robocup 2022 Bangkok - Thaïlande Juin 2022                    | 2022.robocup.org | 400 | 45 | 3000 |
| Robocup 2021 Bordeaux - France du 22 au 28 juin 2021          | Reports à cause de la pandémie de COVID-19 : Robocup de Bordeaux : reportée dans un premier temps en 2021, puis en 2023. Robocup de Bangkok : initialement prévue en 2021, elle a été décalée en 2022.Mais l'édition 2021 à eu lieu virtuellement. | Reports à cause de la pandémie de COVID-19 : Robocup de Bordeaux : reportée dans un premier temps en 2021, puis en 2023. Robocup de Bangkok : initialement prévue en 2021, elle a été décalée en 2022.Mais l'édition 2021 à eu lieu virtuellement. | Reports à cause de la pandémie de COVID-19 : Robocup de Bordeaux : reportée dans un premier temps en 2021, puis en 2023. Robocup de Bangkok : initialement prévue en 2021, elle a été décalée en 2022.Mais l'édition 2021 à eu lieu virtuellement. | Reports à cause de la pandémie de COVID-19 : Robocup de Bordeaux : reportée dans un premier temps en 2021, puis en 2023. Robocup de Bangkok : initialement prévue en 2021, elle a été décalée en 2022.Mais l'édition 2021 à eu lieu virtuellement. |
| Robocup 2020 Bordeaux - France du 23 au 29 juin 2020          | Reports à cause de la pandémie de COVID-19 : Robocup de Bordeaux : reportée dans un premier temps en 2021, puis en 2023. Robocup de Bangkok : initialement prévue en 2021, elle a été décalée en 2022.Mais l'édition 2021 à eu lieu virtuellement. | Reports à cause de la pandémie de COVID-19 : Robocup de Bordeaux : reportée dans un premier temps en 2021, puis en 2023. Robocup de Bangkok : initialement prévue en 2021, elle a été décalée en 2022.Mais l'édition 2021 à eu lieu virtuellement. | Reports à cause de la pandémie de COVID-19 : Robocup de Bordeaux : reportée dans un premier temps en 2021, puis en 2023. Robocup de Bangkok : initialement prévue en 2021, elle a été décalée en 2022.Mais l'édition 2021 à eu lieu virtuellement. | Reports à cause de la pandémie de COVID-19 : Robocup de Bordeaux : reportée dans un premier temps en 2021, puis en 2023. Robocup de Bangkok : initialement prévue en 2021, elle a été décalée en 2022.Mais l'édition 2021 à eu lieu virtuellement. |
| Robocup 2019 Sydney - Australie du 2 au 8 juillet 2019        | 2019.robocup.org | | | |
| Robocup 2018 Montréal - Canada du 16 au 21 juin 2018          | robocup2018.org | | | |
| RoboCup 2017 Nagoya - Japon du 25 au 31 juillet 2017          | robocup2017.org | | | |
| RoboCup 2016 Leipzig - Allemagne du 30 juin au 4 juillet 2016 | robocup2016.org | | | |
| RoboCup 2015 Hefei - Chine du 17 au 23 juillet 2015           | robocup2015.org | | | |
| RoboCup 2014 João Pessoa - Brésil du 19 au 25 juillet 2014    | robocup2014.org | 358 | 45 | 2 900 |
| RoboCup 2013 Eindhoven - Pays-Bas du 24 juin au 1er juillet   | robocup2013.org | 410 | 45 | 3 033 |
| RoboCup 2012 Mexico - Mexique du 18 au 24 juin                | robocup2012.org | 381 | 42 | 2 356 |
| RoboCup 2011 Istanbul - Turquie du 5 au 11 juillet            | robocup2011.org | 451 | 40 | 2 691 |
| RoboCup 2010 Singapour - Singapour du 19 au 25 juin           | robocup2010.org | 500 | 40 | 3 000 |
| RoboCup 2009 Graz - Autriche du 29 juin au 5 juillet          | robocup2009.org | 407 | 43 | 2 472 |
| RoboCup 2008 Suzhou - Chine                                   | | 373 | 35 | |
| RoboCup 2007 Atlanta - États-Unis                             | robocup-us.org | 321 | 39 | 1 966 |
| RoboCup 2006 Brême - Allemagne du 14 au 20 juin               | robocup2006.org | 440 | 35 | |
| RoboCup 2005 Osaka - Japon du 13 au 19 juillet                | robocup2005.org | 387 | 36 | |
| RoboCup 2004 Lisbonne - Portugal du 27 juin au 5 juillet      | robocup2004.pt | 345 | 37 | |
| RoboCup 2003 Padoue - Italie du 5 au 11 juillet               | | 238 | 35 | |
| RoboCup 2002 Fukuoka - Japon                                  | | 197 | 29 | |
| RoboCup 2001 Seattle - États-Unis                             | | 141 | 22 | |
| RoboCup 2000 Melbourne - Australie                            | | 110 | 19 | |
| RoboCup 1999 Stockholm- Suède                                 | | 85 | 23 | |
| RoboCup 1998 Paris - France du 2 au 9 juillet                 | | 63 | 19 | |
| RoboCup 1997 Nagoya - Japon du 23 au 29 août                  | | 38 | 11 | |
| RoboCup 1996 Osaka- Japon du 5 au 7 novembre                  | | | | |